# Ra Ra Riot
I Ra Ra Riot sono un gruppo musicale indie statunitense nato nel 2006 a Syracuse, New York.
I loro membri sono il cantante Wes Miles, il bassista Mathieu Santos, il chitarrista Milo Bonacci, la violinista Rebecca Zeller e il batterista Kenny Bernard.

## Storia
La storia dei Ra Ra Riot ha inizio nel gennaio 2006, quando la band viene fondata da alcuni studenti della Syracuse University suonando all'interno del campus universitario. Già nel febbraio seguente registra il suo primo demo e dopo nemmeno sei mesi dalla sua fondazione, grazie alla particolare energia sprigionata nei propri concerti, arriva a potersi esibire alla CMJ Music Marathon e a ricevere i primi favorevoli giudizi della critica specializzata come quella di Spin.  Dopo essere stati apri-concerto per le date newyorkesi degli Art Brut e dei Bow Wow Wow, nel 2007 i Ra Ra Riot affrontano il loro primo tour autonomo in Inghilterra. Sempre nel corso del 2007 fanno da gruppo di apertura per il tour americano e per un paio di date inglesi degli Editors e nel 2008 supportano il tour americano dei Tokyo Police Club. Durante questo intenso periodo di live che li vede soprattutto debuttare nei loro primi due tour americani autonomi e esibirsi all'Airwaves Festival di Reykjavík in Islanda e in altri festival musicali statunitensi, cominciano anche a registrare il loro materiale in alcune sessioni radiofoniche e in studio.
Il 2 giugno 2007 la band è colpita da un tragico lutto, dopo un loro concerto a Providence nel Rhode Island, il ventitreenne batterista del gruppo, John Ryan Pike, di Hamilton nel Massachusetts, sparisce in circostanze poco chiare da una festa a Fairhaven sull'Oceano Atlantico e il giorno successivo il suo corpo ormai esanime viene ritrovato nelle acque di Buzzards Bay. Nonostante la grave perdita la band decide di continuare e fa uscire nel luglio 2007 Ra Ra Riot, un EP di sei brani (materiale non solo scritto e suonato ma inizialmente anche autoprodotto direttamente dalla band) che è la loro prima produzione in studio e che viene distribuito sotto l'etichetta americana Rebel Group. Nell'inverno dello stesso anno firmano per la major V2 Records e per celebrare l'evento pubblicano i due singoli Dying Is Fine (ispirato alla poesia di e. e. cummings, dying is fine)but Death) e "Each Year (RAC Mix)" su vinile da 7".
Nel dicembre 2007 la band annuncia di aver finito di registrare tutto il materiale per il proprio album di debutto e, dopo aver firmato nel maggio del 2008 con la nota etichetta Barsuk Records, il 19 agosto fa uscire il suo primo LP The Rhumb Line. Il video musicale del brano "Can You Tell" viene premiato nel 2009 come Best Music Video al Finger Lakes Film Festival; nel frattempo, nella primavera del medesimo anno, la Barsuk decide di pubblicare l'EP Can You Tell contenente remix, early demos e registrazioni live.
Il 24 agosto del 2010 i Ra Ra Riot fanno uscire il loro secondo album in studio, The Orchard, prodotto dai componenti della band insieme a Andrew Maury. Nove dei dieci brani presenti vengono mixati da Chris Walla dei Death Cab for Cutie e l'ultimo restante viene mixato da Rostam Batmanglij dei Vampire Weekend. Nel gennaio del 2011 The Orchard riceve una candidatura nella categoria Pop/Rock Album alla decima edizione dell'Independent Music Awards e il singolo Boy viene usato sia in uno spot pubblicitario dell'Honda Civic sia in due episodi delle serie TV Royal Pains e Shameless.
Nel marzo 2011 la Barsuk pubblica, reperibile solo digitalmente, l'EP Too dramatic contenente quattro tracce più il video della canzone omonima all'EP.
Nel febbraio 2012 la violoncellista Alexandra Lawn annuncia che avrebbe lasciato la band.
L'abbandono della Lawn porta ad un sensibile cambiamento nello stile musicale dei Ra Ra Riot che si può avvertire nel loro successivo terzo album in studio (il primo in cui è assente il contributo della violoncellista), Beta Love, che viene pubblicato il 22 gennaio 2013 in concomitanza con la trasmissione live mondiale via internet del loro concerto alla Music Hall di Williamsburg a Brooklyn. Da uno stile Baroque pop, la loro musica acquista una sonorità più vicina al Synth pop. I brani Beta Love, Dance With Me e Binary Mind, contenuti nell'album, sono prodotti anche in video.
Nel dicembre del 2014 l'ex componente Alexandra Lawn annuncia di aver formato una nuova band chiamata Otherwhile, con la quale a fine 2015 riesce a pubblicare un album che finanzia tramite un crowdfunding su Kickstarter.

## Membri attuali
- Wes Miles, voce
- Mathieu Santos, basso
- Milo Bonacci, chitarre
- Rebecca Zeller, violino
- Kenny Bernard, batteria

## Membri passati
- Shaw Flick, voce e tastiere (2006)[12]
- John Ryan Pike, batteria (2006-2007, deceduto)
- Cameron Wisch, batteria (2007-2008)[13]
- Gabriel Duquette, batteria (2008-2011)[14]
- Alexandra Lawn, violoncello (2006-2012)

## Discografia

### Album
- The Rhumb Line (2008, Barsuk Records)
- The Orchard (2010, Barsuk Records)
- Beta Love (2013, Barsuk Records)
- Need Your Light (2016, Barsuk Records)
- Superbloom (2019, Rich Recordings/Caroline)

### EP
- Ra Ra Riot (2007, Rebel Group)
- Can You Tell (2009, Barsuk Records)
- Too Dramatic (2011, Barsuk Records)

### Singoli
- Each Year (2007, Fandango Records)
- Dying Is Fine (2007, V2)
- Ghost Under Rocks (2008, V2/Barsuk)
- Can You Tell (2009, V2/Barsuk)
- Boy (2010, Barsuk)
- Too Dramatic (2011, Barsuk)
- Beta Love (2012, Barsuk)
- Dance With Me (2013, Barsuk)
- Absolutely (2016, Barsuk)